# Sharp Valley
Das Sharp Valley ist ein kleines Tal mit nordost-südwestlicher Ausrichtung auf der James-Ross-Insel im antarktischen Weddell-Meer. Es liegt 1,5 km ostsüdöstlich des Stoneley Point.
Das UK Antarctic Place-Names Committee benannte es 1983 nach Michael Colin Sharp (* 1951), der als Feldforschungsassistent des British Antarctic Survey von 1981 bis 1982 in diesem Gebiet tätig war.